# Акилл-Саунд

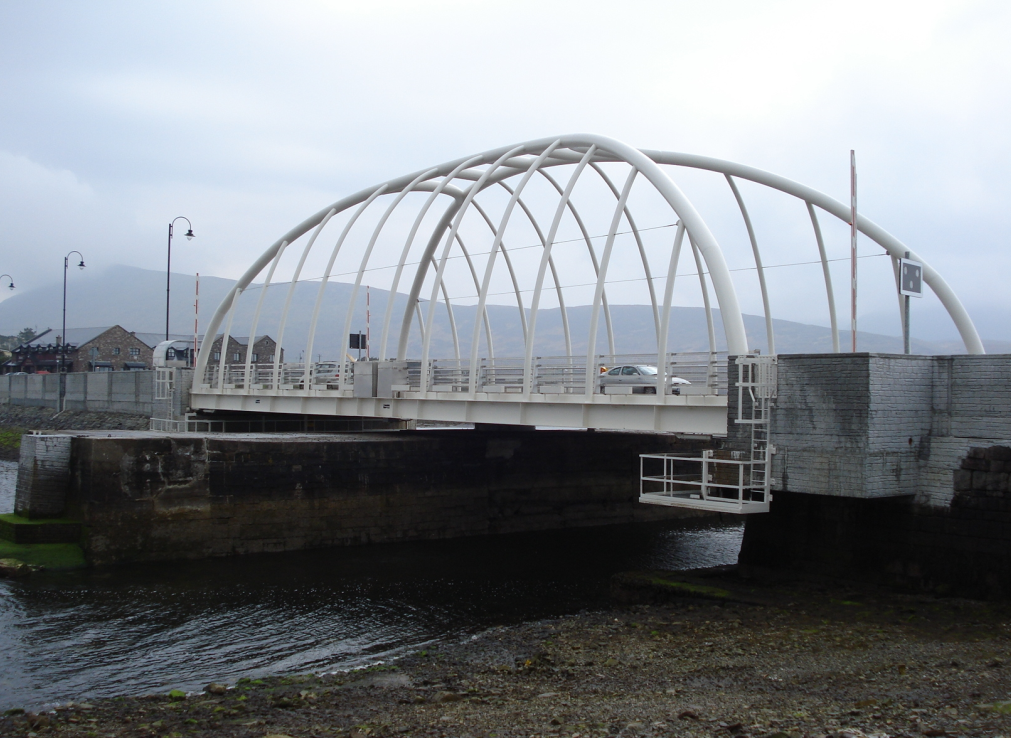
Новый (третий) мост

Акилл-Саунд (Акилл-Сунд; англ. Achill Sound; ирл. Gob an Choire) — деревня в Ирландии, находится в графстве Мейо (провинция Коннахт) на восточной стороне острова Акилл.

## Демография
Население — 302 человека (по переписи 2006 года). В 2002 году население было 355 человек.
Данные переписи 2006 года:
| Общие демографические показатели |               |                               |                               |      |      |
| Всё население                    | Всё население | Изменения населения 2002—2006 | Изменения населения 2002—2006 | 2006 | 2006 |
| 2002                             | 2006          | чел.                          | %                             | муж. | жен. |
| 355                              | 302           | −53                           | −14,9                         | 142  | 160  |